# Charles Hilary Jenkinson
Charles Hilary Jenkinson (ur. 1 listopada 1882 w Londynie, zm. 5 marca 1961 w Horsham) – brytyjski naukowiec, archiwista i teoretyk archiwistyki.

## Życiorys
Kształcił się w Dulwich College i Pembroke College. Po ukończeniu edukacji zatrudniony został w państwowym archiwum (Public Record Office), gdzie pracował przez kolejne 50 lat. Był współtwórcą pierwszego brytyjskiego stowarzyszenia archiwistów, British Record Association w 1932. W trakcie II wojny światowej służył jako ekspert War Office ds. zabezpieczenia zasobu archiwalnego. Należał do specjalnej grupy ekspertów ds. ochrony dóbr kultury (zwanej potocznie „Monuments Men”) działającej na terenie objętej wojną Europy dla ratowania zabytków. W 1948 współtworzył Międzynarodową Radę Archiwów. W latach 50. był prezesem Jewish Historical Society of England. Od 1955 do 1961 był prezesem Brytyjskiego Stowarzyszenia Archiwistów (Society of Archivists).
Był autorem prac naukowych ze sfer historii Anglii, sfragistyki, paleografii, teorii archiwalnej, dyplomatyki. Najbardziej znaną jego pracą jest podręcznik archiwistyczny Manual of Archive Administration. Wprowadził do brytyjskiej archiwistyki elementy nowoczesnego podejścia do zasobu archiwalnego, opartego m.in. na zasadach proweniencji i nienaruszalności zespołu.

## Odznaczenia
- Order Imperium Brytyjskiego (1943)[2]
- Honorowy tytuł lordowski (1949)[2]